# Paramigas
Paramigas là một chi nhện trong họ Migidae.